# Sechseckgeflecht

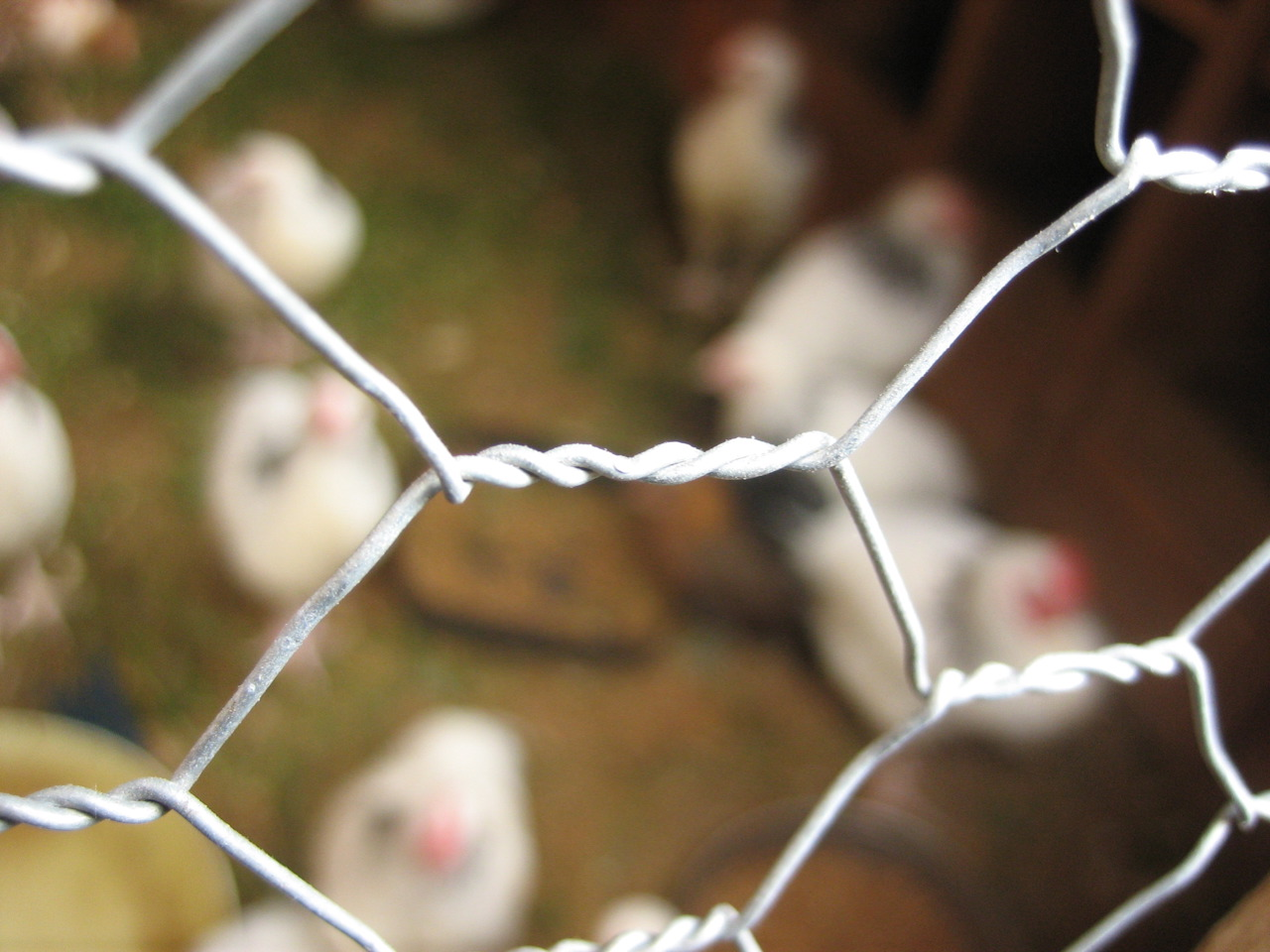
Sechseckiger Aufbau eines Hühnerdrahts zur Kleintierhaltung mit gegenläufiger Verdrillung

Ein Sechseckgeflecht (umgangssprachlich Hasendraht, Kaninchendraht oder Hühnerdraht genannt) ist ein Drahtgeflecht (Maschendraht), das häufig in der Kleintierhaltung und -züchtung sowie zum Schutz vor Wildtieren wie Füchsen, Wildkaninchen und anderem Niederwild eingesetzt wird. Im Gegensatz zum Drahtgewebe werden die Drähte des Sechseckgeflechts miteinander verdrillt. Verwendet wird meist korrosionsgeschützter Draht. Eine europäische Norm gibt verschiedene Maschenweiten vor.

## Geschichte
Charles Barnard baute 1844 in Norwich (England) die weltweit erste Drahtnetzmaschine. Die Konstruktion basierte auf einer Tuchwebmaschine. Er gründete Barnard, Bishop & Barnard in Norwich und verkaufte die Drahtgeflechte in der ganzen Welt.
Der Internationale Verband für sechseckiges Drahtgeflecht wurde 1932 gegründet, dem Werke in Deutschland, Belgien, Frankreich, den Niederlanden, Österreich, dem Saargebiet, der Tschechoslowakei und Dänemark angehörten. Der Verkauf wurde der gemeinsam gegründeten Verkaufsstelle Iweco (International Wire-Export-Co.) in Brüssel übertragen.

## Verwendung

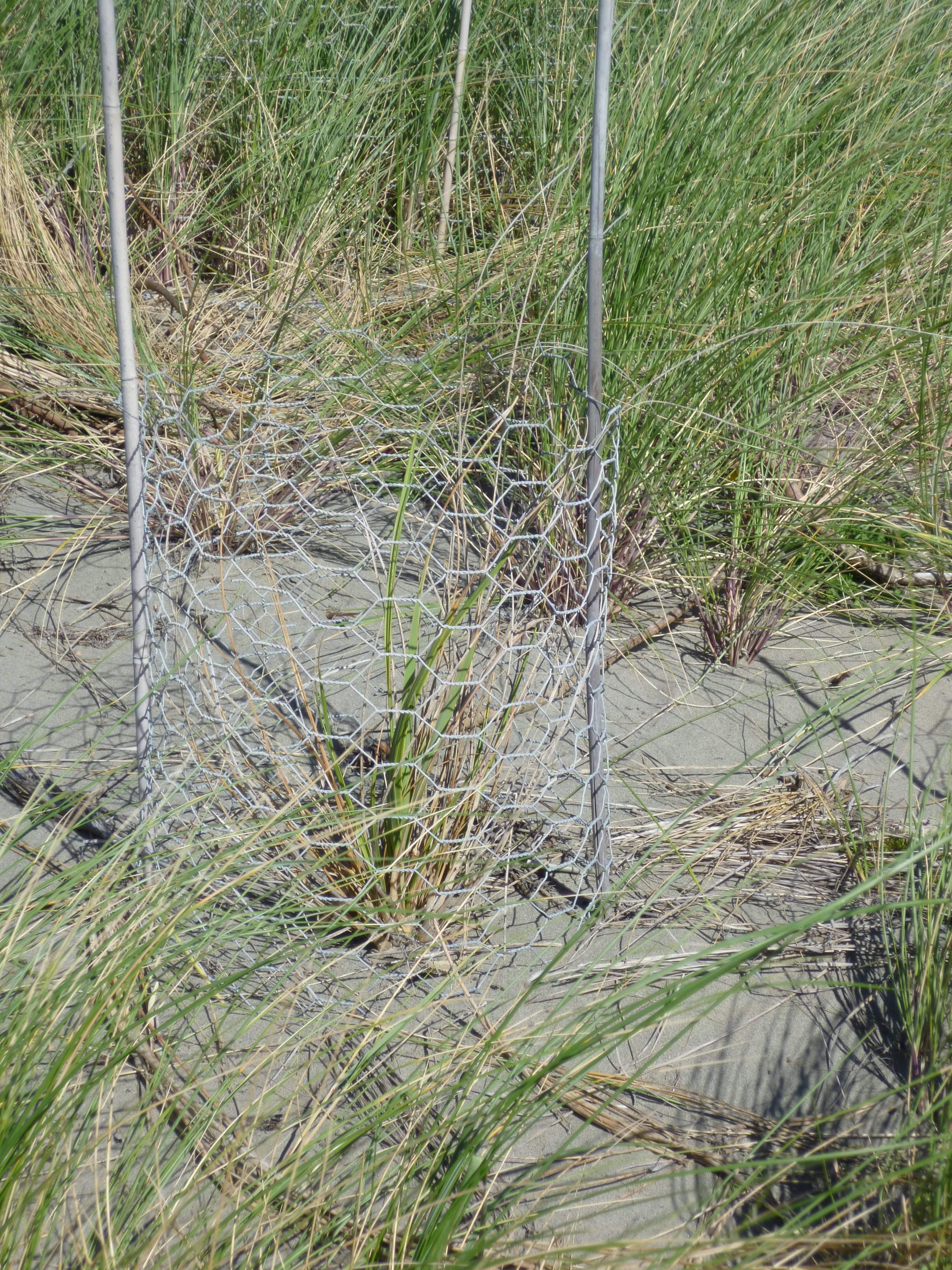
Schutz einer Neuanpflanzung

In der Kleintierhaltung wird der Hasendraht beim Bau von Türen von einfachen Kaninchenställen beziehungsweise des entsprechenden Freilaufgeheges genutzt. Daher rührt die in Österreich verwendete Bezeichnung Hasenstallgitter. Für Hasentiere, Hauskaninchen und Nagetiere ist der Einsatz von Hasendraht jedoch nur sehr bedingt geeignet, da Kaninchen einen Draht durchbeißen können, wodurch sofort ein größeres Loch entsteht. Die freigelegten Drahtenden können schwere Verletzungen verursachen. Insbesondere wenn das Tier seinen Kopf durch die Öffnung steckt und zurückzieht, kann sich das spitze Drahtende in den Hals bohren. Außerdem bieten Hasendrähte keinen Schutz vor Fressfeinden, da diese ebenfalls leicht mit Krallen und Zähnen größere Löcher im Drahtgeflecht schaffen können. Profis verwenden daher ausschließlich Punktschweißgitter.
Als Hühnerdraht gilt er als kostengünstige Variante zur Abgrenzung des Freilandbereichs und verhindert so das Ausbrechen der Tiere, ist jedoch gegen Raubtiere wie Fuchs oder Marder kaum geeignet. Für Volieren kann er ebenfalls eingesetzt werden, obwohl hier häufig punktgeschweißte Gitter mit kleinerer Maschenweite bevorzugt werden, da die Vögel so besser vor Eindringlingen (z. B. Mäusen) geschützt werden.
Im Garten- und Gemüsebau wird das Sechseckgeflecht als Zaun zum Abhalten von Wildkaninchen und Niederwild eingesetzt, Neuanpflanzungen zur Aufforstung in Wäldern werden hingegen oft einzeln gegen Verbiss gesichert. Zum Schutz der Wurzeln junger Obstbäume vor Wühlmäusen kann die 13-mm-Variante verwendet werden. Hierbei wird bevorzugt eine nicht verzinkte Variante benutzt, damit das Metall bereits verrostet ist, wenn die Wurzeln des Baums eine entsprechende Größe entwickelt haben. Im Erdreich eingebracht verrostet das Drahtgeflecht mit der Zeit und erlaubt den Wurzeln eine ungehinderte Ausbreitung. Alternativ können verzinkte Drahtkörbe mit einem größeren Volumen den Zeitpunkt zwischen Verrosten und der Bildung stärkerer Wurzeln entschärfen.
An Kirchen ist das Drahtgeflecht mitunter angebracht, um Tauben von Skulpturen an den Fassaden fernzuhalten.
In Autoscooter-Anlagen (Boxautos) auf Vergnügungsparks erfolgt die Energie-Einspeisung über das unter der Decke angebrachte Sechseckgeflecht mit Hilfe eines Stromabnehmers, welcher aus einer senkrechten Stange mit einem biegsamen Draht am Ende ausgerüstet ist, um den Kontakt zum Geflecht herzustellen.
Im Modellbaubereich kann ein Drahtgeflecht aus Hasendraht als Grundgerüst dienen, um den groben Geländeverlauf vorzugeben. Ähnliches gilt beim Gestalten von Skulpturen aus Pappmaché, Gips oder Beton.
Bei Stuckarbeiten wird kostengünstiger Hasendraht häufig anstatt Armierungsgewebes verarbeitet, da er sich schnell und formstabiler einbringen lässt sowie ein Abplatzen exponierter (Decken-)Teile ebenso wirkungsvoll verhindert.

## Aufbau

Unterschiedliche Arten der Verdrillung

Die sechseckigen Maschen des Drahtgeflechts werden aus dünnen, biegsam verzinkten Stahldrähten gebildet, wobei jeweils nebeneinanderliegende Drähte miteinander verdrillt sind. Eine Verdrillung entspricht dabei einer Umschlingung beider Drähte um 180°, sodass sich bei mehreren Verdrillungen eine feste, schraubenförmige Wicklung der Drähte ergibt. Man unterscheidet eine regelmäßige Verdrillung, bei der alle Drehungen (mindestens drei Verdrillungen) in die gleiche Richtung laufen, sowie eine gegenläufige Verdrillung, bei der die Drehungen zuerst in die eine und dann in die andere Richtung erfolgen. Je Richtung schreibt die Norm EN 10223-2:2013-02 mindestens anderthalb Verdrillungen vor.
Die mittlere Maschenweite der sechseckigen Maschen (Abstand gemessen im rechten Winkel zwischen zwei verdrillten Seiten) beträgt 1 Zoll (etwa 2,5 cm), 2 Zoll (etwa 5 cm) und ½ Zoll (etwa 13 mm). Die Drahtdicke liegt je nach Feinheit des Geflechts zwischen 0,7 mm und 1,0 mm (entsprechend Gauge 19–22). Die Kanten des Drahtgeflechts können durch weitere Drähte verstärkt werden. Bei Breiten über 50 cm können zusätzliche Spanndrähte eingeflochten werden. Die typischen Breiten des Hasendrahts liegen zwischen 50 und 200 cm. Lieferbar sind die Drahtgeflechte blank, verzinkt oder grün beschichtet.